# Pascual García
Pascual García (Novelda, 7 de maig del 1907 – 14 de novembre del 1986) va ser un poeta popular valencià. Emprant sovint un to humorístic, satíric i d'espardenya, García va tenir el mèrit de ser un dels pocs en mantenir viu el valencià escrit al sud d'aquest àmbit lingüístic al segle xx durant els anys previs a la instauració democràtica i autonòmica.
Tercer fill del matrimoni format per Rosario Martínez Rico i José García Sòria, va passar la seua infantesa en el barri de Sant Roc de la seua ciutat nadiua, al carrer Mercader, hui Gabriel Miró. Per motius laborals, tota la família va marxar a Orà quan tenia sis anys fins que, un any després, l'esclat de la I Guerra Mundial els va fer tornar a Novelda. En tenir catorze anys es va convertir en «botones» del Casino de Novelda, i dos anys més tard en aprenent de pintor. Als 21 es va establir com a pintor pel seu compte, professió que ja no abandonaria, guanyant-se el sobrenom de «El pintor». En acabar la mili, García va descobrir unes cançons que es feien a la ciutat veïna d'Elx per Pasqua i va decidir començar a fer-ne algunes. En va arribar a publicar més de setanta a diferents mitjans locals. El 1959 es va casar amb Josefina Torregrosa Valero. Va col·laborar amb la revista de Novelda, Betania, i va rebre diferents guardons locals, arribant a escriure més de tres-cents poemes entre el 1918 i el 1986.
García va aconseguir de popularitzar la poesia popular entre el seu poble. El 1997 es va publicar el conjunt de la seua obra i el 23 d'abril del 2015, la Biblioteca Pública Municipal Enric Valor de Novelda, amb el Centre UNESCO de la Comunitat Valenciana, li va retre un homenatge, com a exponent cultural de la identitat de la ciutat de Novelda, commemorat així el Dia Internacional del Llibre.

## Obra
- Pascual García, la poesía d'un poble. Obra valenciana completa. Introducció, edició i vocabulari de Brauli Montoya Abat. Edicions Locals, Novelda, 1997 (348 pàgines). ISBN 84920990 5-4

INDEX:
Cançons de Mona (1925–1986, sobre peces musicals populars)
- Cançons de penyes (sobre peces musicals populars)
- Copletes d'humor i remeis
- Filosofia
- Personatges
- Passatges d'horta
- Escenes de poble
- Obra festiva
- Ambaixades de Moros i Cristians